# Polyglotte Personen
Polyglott (Adjektiv, vom altgriechischen πολύγλωττος (polýglōttos) für mehrsprachig, das seinerseits auf πολυ (poly) für viel und γλῶττα (glōtta) für „Zunge, Sprache“ zurückgeht) nennt man eine Person, die viele Sprachen spricht (auch Multilinguale, Mehrsprachige). Es ist weder definiert, wie viele Sprachen man wie gut sprechen können muss, um polyglott genannt zu werden, noch ist der Grad der aktiven und passiven Beherrschung einer Sprache objektiv definiert. Viele dieser Punkte werden auch im Artikel Mehrsprachigkeit angesprochen.

## Bekannte polyglotte Personen
Inbegriff eines polyglotten Menschen sind der englische politische Ökonom, Reisende und Schriftsteller Sir John Bowring (1792–1872), der nach eigenen Angaben über 200 Sprachen konnte und über 100 davon auch sprach, der deutsche Diplomat Emil Krebs (1867–1930), der 68 Sprachen in Wort und Schrift „beherrschte“, sowie der italienische Kardinal Giuseppe Mezzofanti (1774–1849), der Italien nie verließ, aber 38 Sprachen beherrschte und 50 Dialekte aus verschiedenen Sprachen kannte.
Ein lebender Polyglotter ist der Grieche Ioannis Ikonomou, der über 30 Sprachen spricht und als Übersetzer für die Europäische Kommission in Brüssel arbeitet.

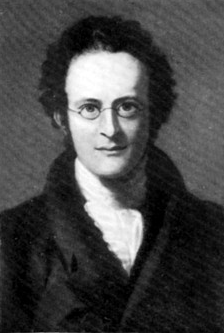
Sir John Bowring
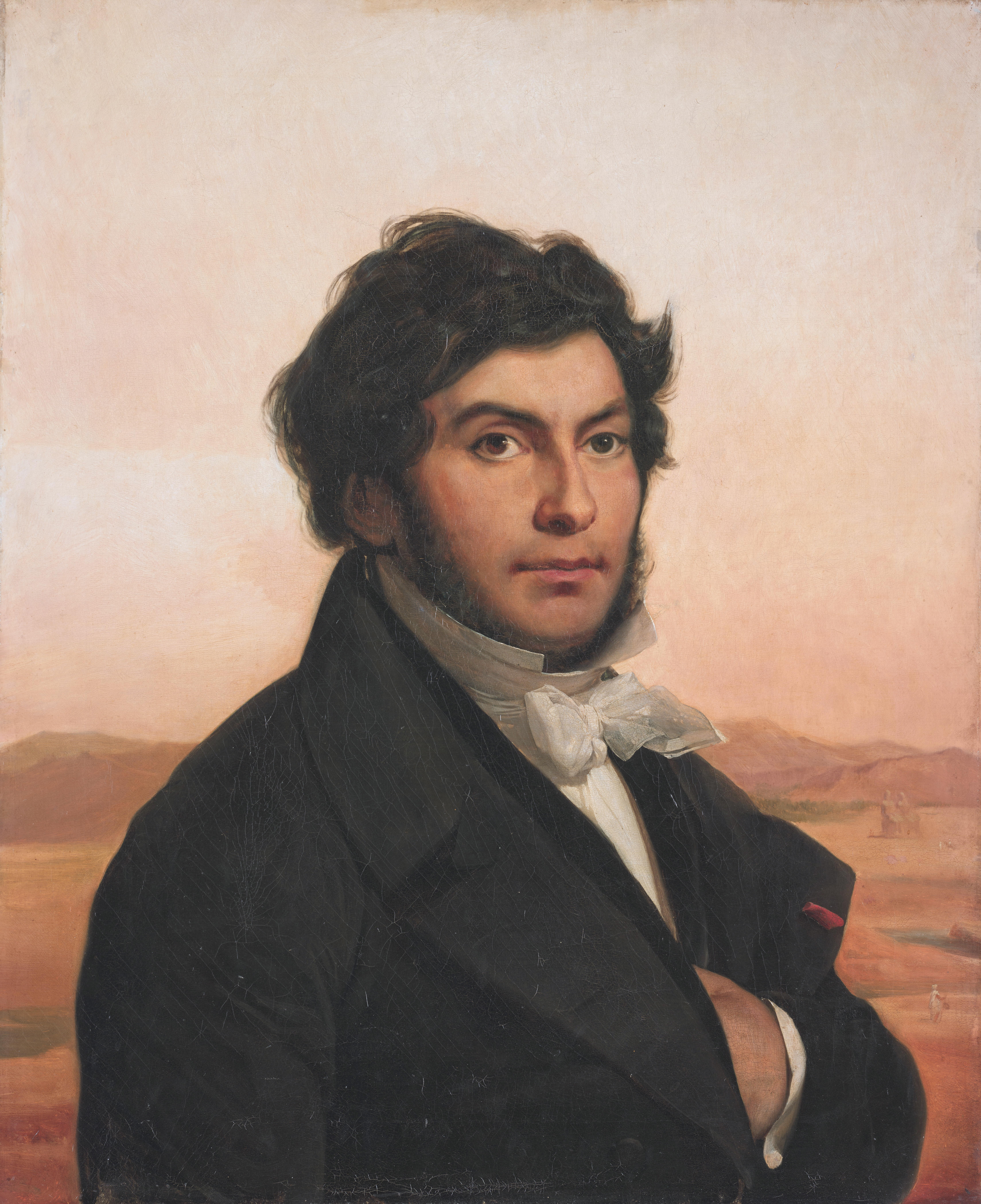
Jean-François Champollion
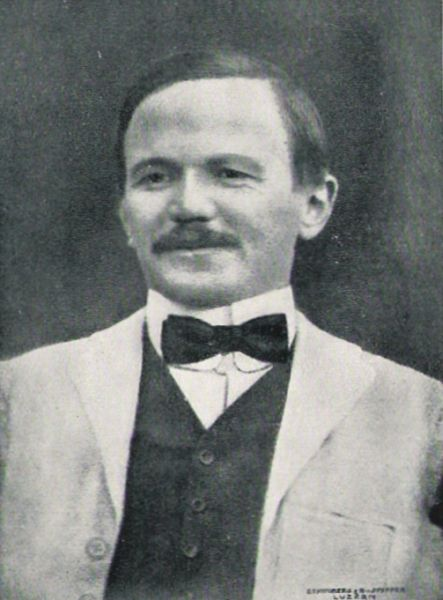
Edouard Huber
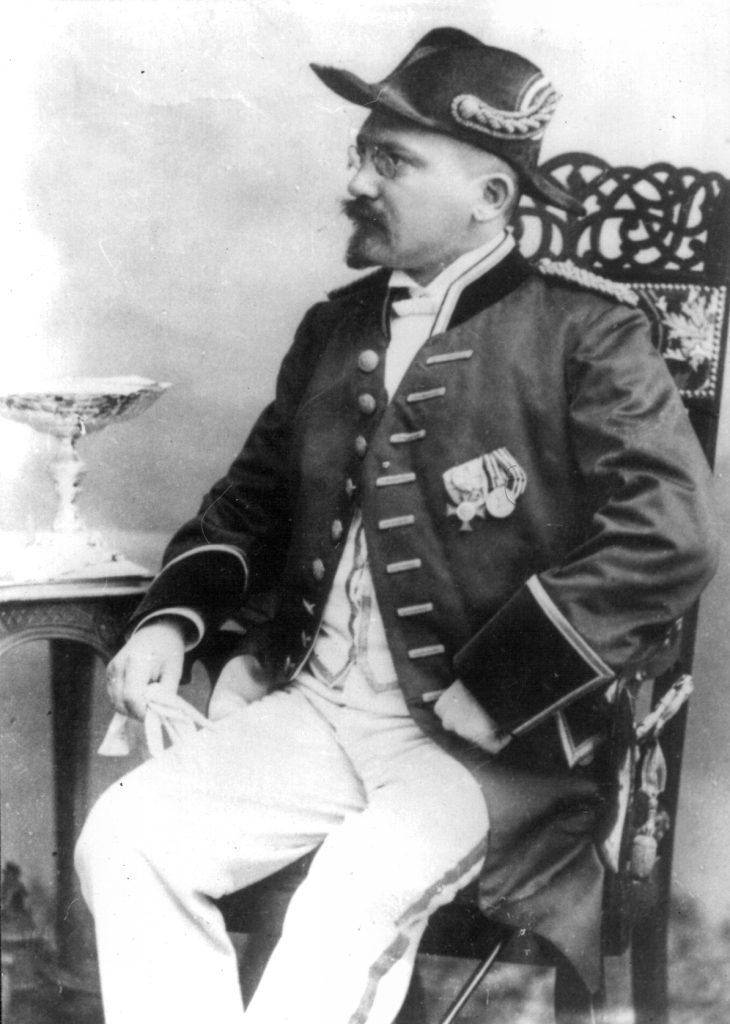
Emil Krebs
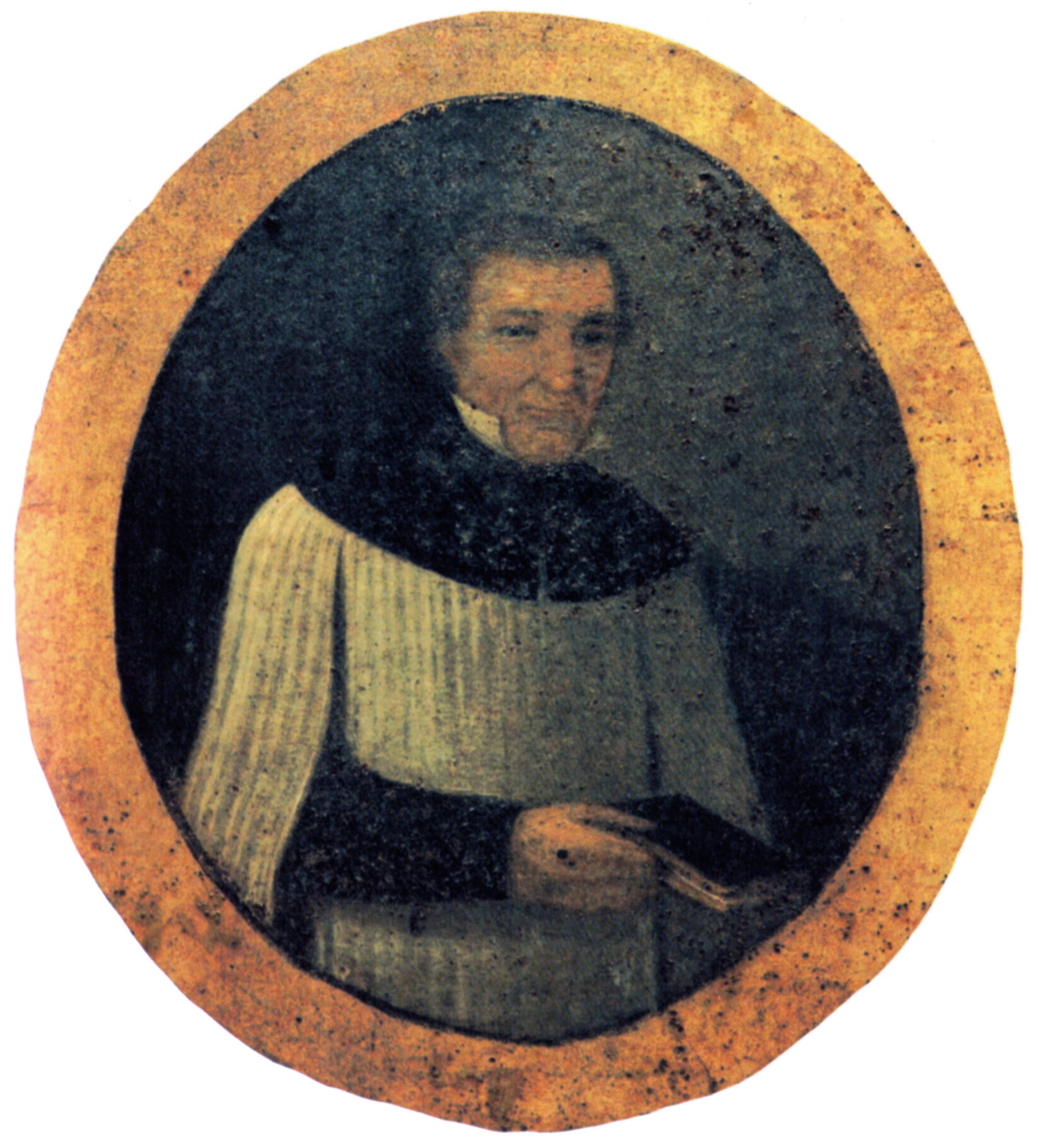
Jakob Joseph Matthys
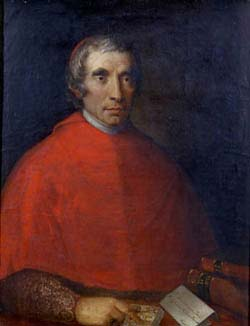
Giuseppe Mezzofanti
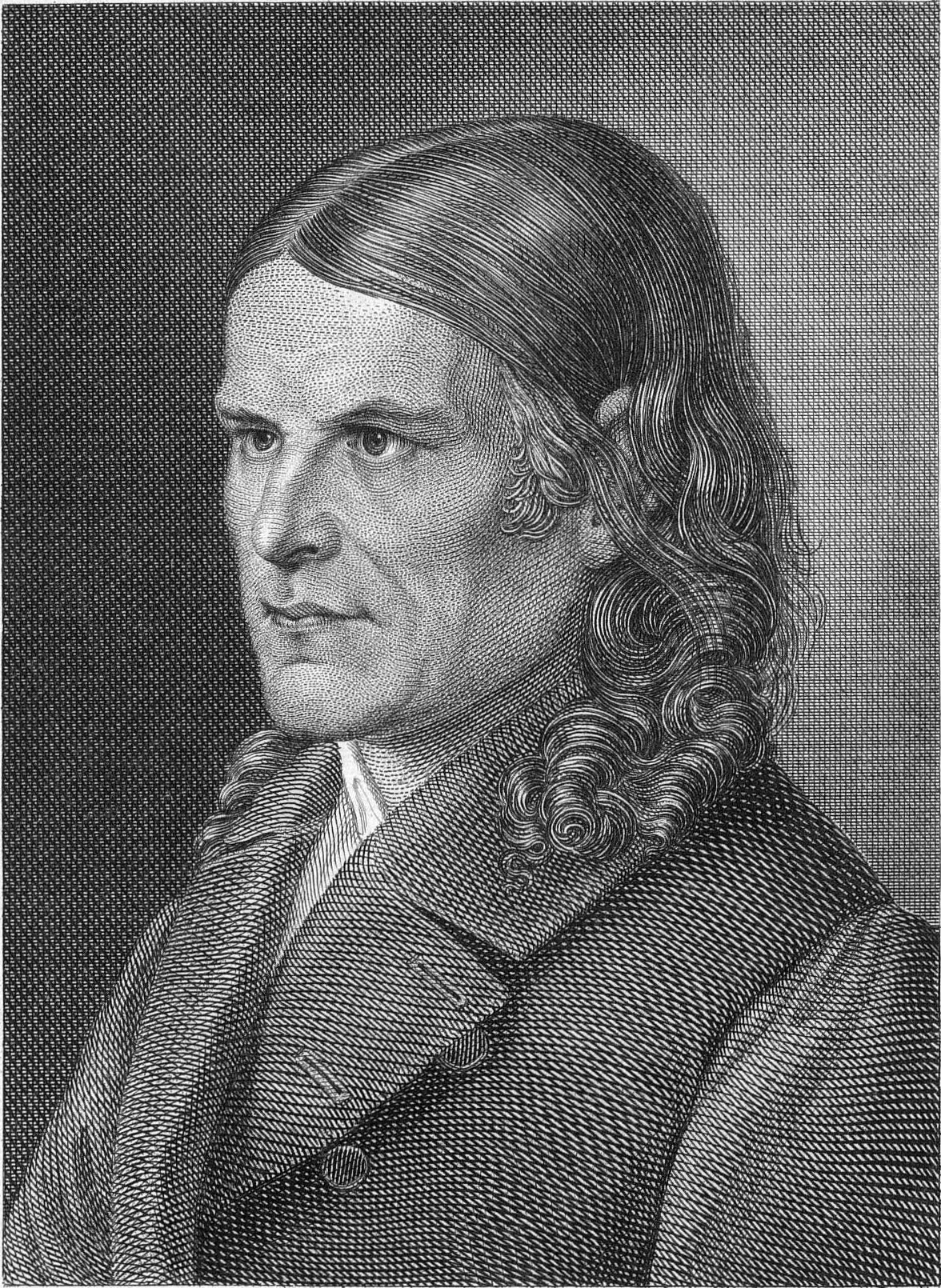
Friedrich Rückert
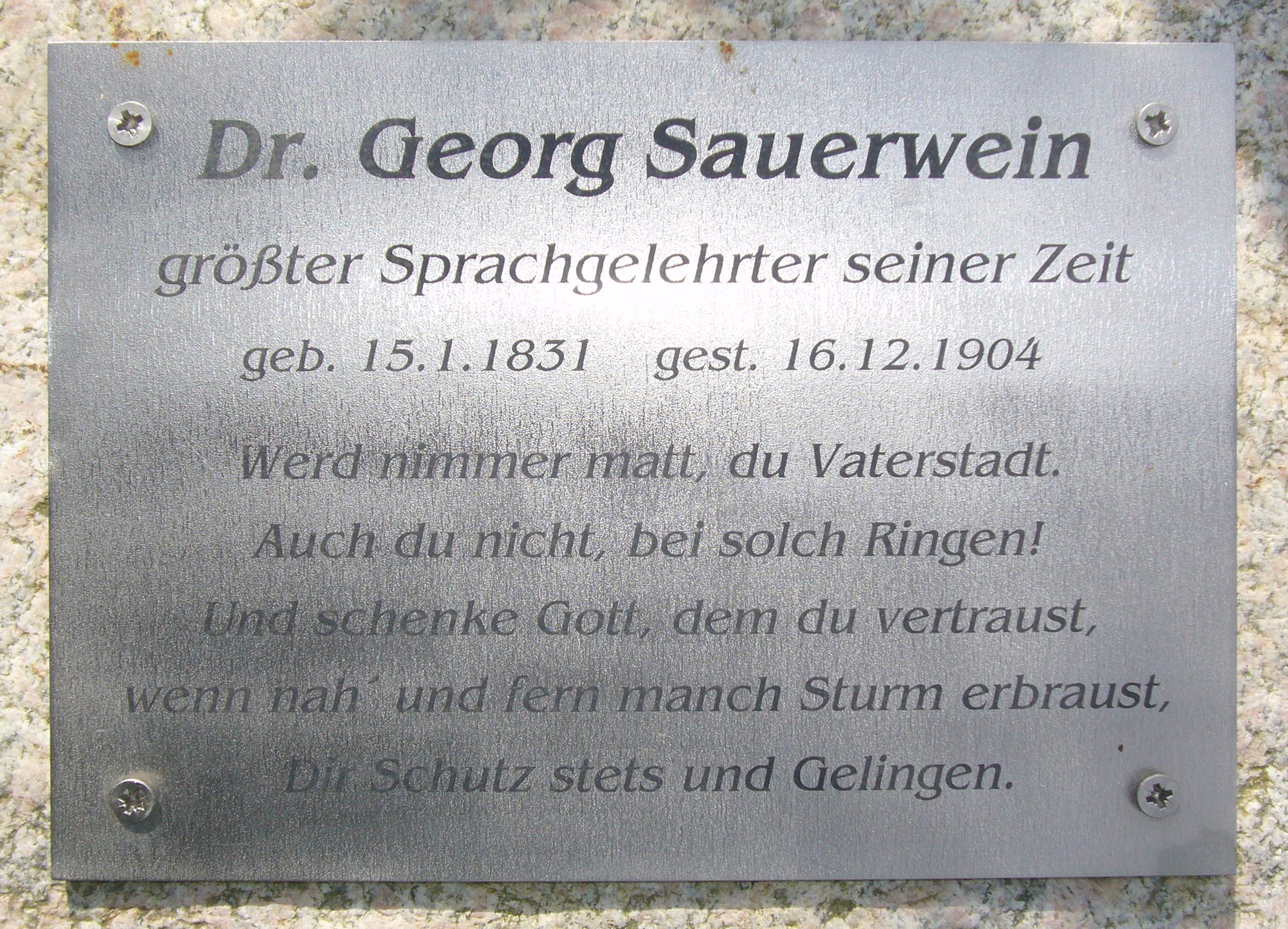
Georg Sauerwein
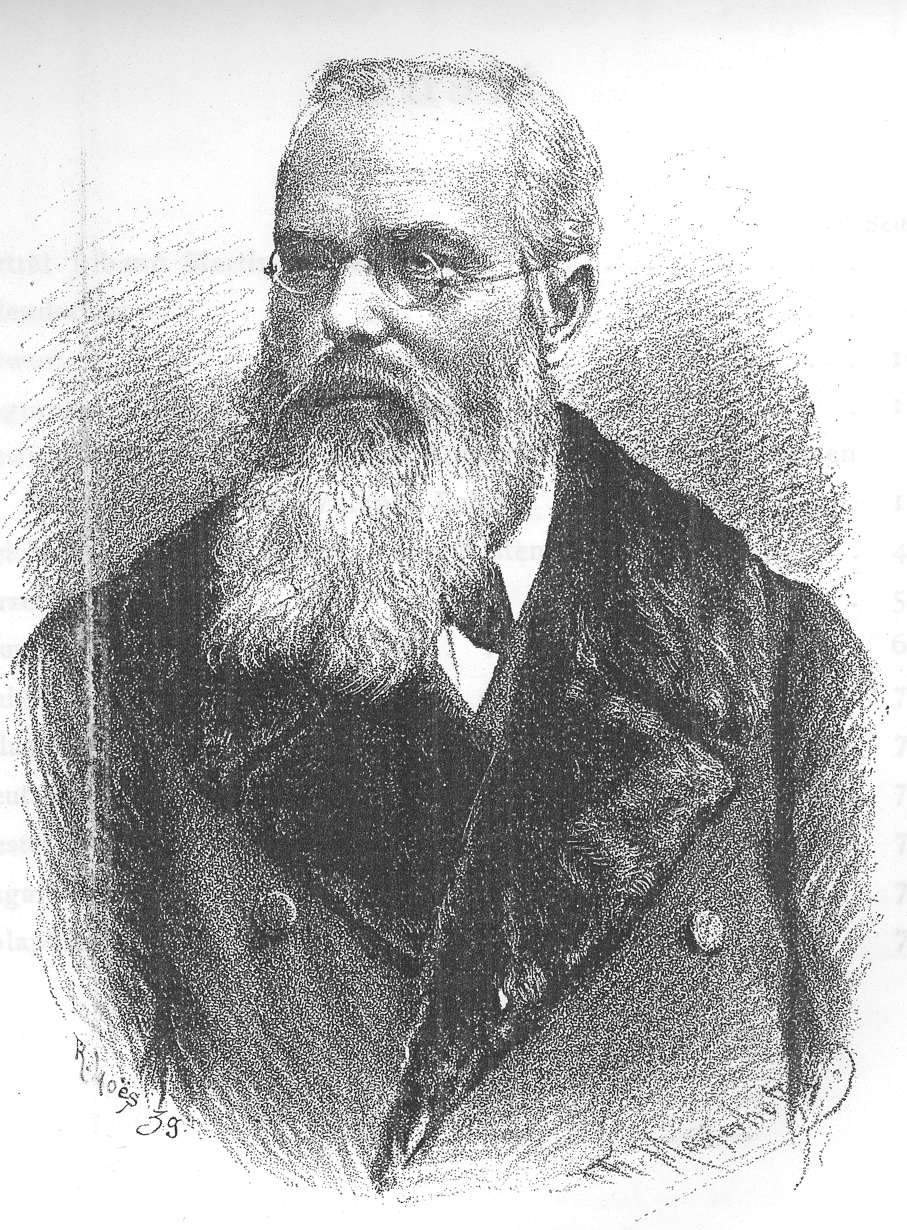
Johann Martin Schleyer
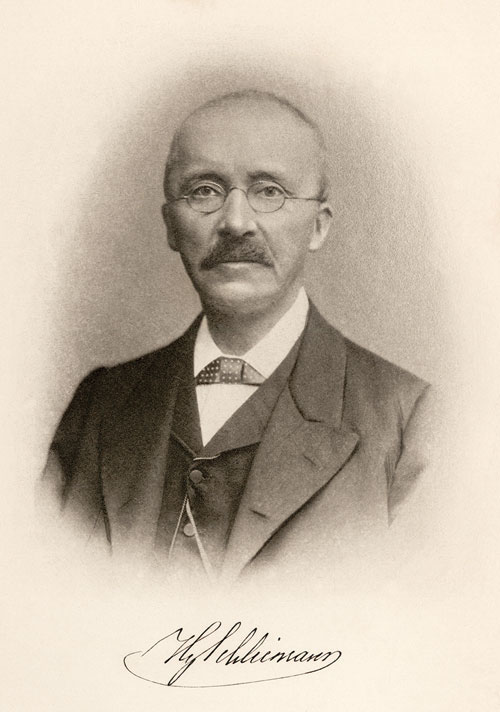
Heinrich Schliemann

### A – F
- Paul Ariste, 1905–1990, estnischer Sprachwissenschaftler
- Heinrich Barth, 1821–1865, deutscher Afrikaforscher, 10 Sprachen
- Theodor Berchem, 1935, deutscher Romanist, ca. 15 Sprachen
- Dante Bernabei, 1936–2021, ein Sprachforscher, der sich gesellschaftspolitisch für die europäische Gemeinsamkeit und Verständigung engagierte
- Chand Bibi 1550–1600, Regentin von Bijapur (1580–90) und Regentin von Ahmednagar (1596–99). Sie war polyglott, sprach u. a. Arabisch, Persisch, Türkisch, Marathi und Kannada
- John Bowring, 1792–1872, kannte 200 und sprach 100 Sprachen, von denen er mit seinem letzten Buch (Poetry of the Magyars [1830]) die Ungarische Sprache linguistisch besonders würdigte
- Boris Brainin, 1905–1996, österreichischer Dichter, Satiriker, Nachdichter, Übersetzer, Polyglott (sprach fließend 15 Sprachen; in seinem letzten Buch sind Nachdichtungen aus 26 Sprachen veröffentlicht) und Antifaschist
- Charles Berlitz, 1914–2003, US-amerikanischer Schriftsteller, 32 Sprachen
- Richard Francis Burton, 1821–1890
- Nico Castel, 1931–2015, ein portugiesisch-amerikanischer Opernsänger (Tenor), Gesangspädagoge und Sprachlehrer
- Jean-François Champollion, 1790–1832, einer der Entzifferer der Hieroglyphen
- Alphonse Chérel, 1882–1956, Gründer des Assimil-Verlages, sprach sieben Sprachen
- Johann Amos Comenius, 1592–1670, Pädagoge
- Heinrich von Coudenhove-Kalergi, 1859–1906, österreichischer Diplomat und Weltbürger, der 16 Sprachen, darunter auch Türkisch, Arabisch, Hebräisch und Japanisch beherrschte
- Aleksandrs Dauge, 1868–1937, lettischer Pädagoge und Literaturwissenschaftler, sprach neun Sprachen: Neben seiner Muttersprache Lettisch auch Russisch, Deutsch, Englisch, Französisch, Estnisch und Polnisch sowie Latein und Alt-Griechisch.
- Georges Dumézil, 1898–1986, französischer Philologe, 40 Sprachen
- Raphael Eliaz, 1905–1974, ein israelischer Schriftsteller, Poet, Herausgeber, Autor, Übersetzer und Liedtexter in den Genres Drama und Poesie
- Friedrich Engels, 1820–1895, deutscher Philosoph, Gesellschaftstheoretiker, Historiker, Journalist und kommunistischer Revolutionär, 32 Sprachen
- Michael Everson, 1963, Experte in den Schriften der Welt
- Jakob Philipp Fallmerayer, 1790–1861, österreichischer Orientalist und Publizist, 14 Sprachen
- Katharina Fink, 2002, ehemalige Badmintonspielerin, Südtirol, 7 Sprachen (Deutsch, Italienisch, Englisch, Spanisch, Französisch, Chinesisch, Tschechisch)

### G – K
- Hans Conon von der Gabelentz, 1807–1874, Sinologe, 80 Sprachen
- Ernst von Glasersfeld, 1917–2010, österreichisch-amerikanischer Philosoph, Kommunikationswissenschaftler und Mitbegründer des Radikalen Konstruktivismus
- Antoni Grabowski, 1857–1921, früher Esperanto-Aktivist; polnischer Linguist, sprach und schrieb in 40 Sprachen, verstand 100 Sprachen
- Otto von Habsburg, 1912–2011, deutsch-österreichischer Schriftsteller, Publizist und Politiker, sprach fließend Deutsch, Englisch, Französisch, Kroatisch, Latein, Spanisch und Ungarisch.
- Claude Hagège, 1936, hat Kenntnisse in fünfzig Sprachen, darunter Ungarisch, Navajo, Guarani, Punjabi, Persisch, Malaiisch, Hindi, Quechua, Tamilisch, Türkisch, Japanisch, die madagassische Sprache, Fulfulde und die kongolesische Tetela-Sprache.
- Jack Halpern, 1937–2018, Linguist, sprach 10 Sprachen und konnte 4 weitere lesen
- Bernhard Havestadt, 1714–1781, ein deutscher Jesuit, Missionar und Sprachforscher der indigenen amerikanischen Sprache Mapudungun (Araukanische Sprachen); er sprach neben Deutsch und Latein noch Spanisch, Englisch, Italienisch, Niederländisch und Portugiesisch sowie späterhin Mapudungun
- Sven Hedin, 1865–1952, schwedischer Geograph und Entdeckungsreisender, mindestens 12 Sprachen
- Audrey Hepburn, 1929–1993, Schauspielerin, sprach sechs Sprachen: Englisch, Italienisch, Niederländisch, Deutsch, Spanisch und Französisch
- Lorenzo Hervás y Panduro, 1735–1809, Jesuit, der großen Einfluss auf die Entwicklung der Sprachwissenschaft ausübte
- Milan Hodža, 1878–1944, ein tschechoslowakischer beziehungsweise slowakischer Journalist, Politiker und als erster Slowake Ministerpräsident der Tschechoslowakei (1935–1938), neben dem Slowakischen sprach er sieben weitere Sprachen: Deutsch, Englisch, Französisch, Polnisch, Serbokroatisch, Rumänisch und Ungarisch
- Franz Conrad von Hötzendorf, 1852–1925, Chef des Generalstabes für die gesamte bewaffnete Macht Österreich-Ungarns beherrschte fließend deutsch, italienisch, französisch, serbo-kroatisch und tschechisch. In Ungarisch, Rumänisch und Englisch konnte er sich in Grundzügen verständigen.[6]
- Wilhelm von Humboldt, 1767–1835, deutscher Gelehrter, sprach Griechisch, Latein, Französisch, Englisch, Italienisch, Spanisch, Baskisch, Ungarisch, Tschechisch, Litauisch und besaß Kenntnisse in mindestens sieben weiteren Sprachen
- Ioannis Ikonomou, Dolmetscher / Übersetzer in der EU-Kommission, 32 Sprachen plus einige alte Sprachen und Dialekte, die er nur passiv beherrscht oder unvollkommen[7]
- Hermann Jacobsohn, 1879–1933, Indogermanist, lernte innerhalb von 6 Wochen eine Sprache in ihren grammatischen Strukturen und beherrschte etwa 30 Sprachen
- Michael Jelden, 1971, Violinist, der acht Sprachen fließend spricht
- Theodor Kaluza 1899–1954, deutscher Physiker und Mathematiker
- Bedros Keresteciyan, 1840–1907, ein polyglotter osmanischer Linguist, Journalist, Übersetzer und Verfasser des ersten etymologischen Wörterbuchs der türkischen Sprache
- Bertha Kipfmüller, 1861–1948, deutsche Lehrerin, Frauenrechtlerin, Pazifistin und Privatgelehrte, 12 Sprachen
- Kleopatra VII., 69 v. Chr. – 30 v. Chr., Königin des Ptolemäerreiches, sprach mindestens 8 Sprachen
- Hryhorij Kotschur 1908–1994, ein ukrainischer Poet, Übersetzer, Literaturwissenschaftler und Polyglott
- Emil Krebs, 1867–1930, Sinologe, der bereits als Abiturient zwölf Sprachen sprach, 68 Sprachen

### L – R
- Sir Christopher Frank Carandini Lee, CBE, CStJ, 1922–2012, britischer Schauspieler und Sänger, RAF- und SOE-Veteran
- Kató Lomb, 1909–2003, eine der ersten Konferenzdolmetscherinnen der Welt
- Louis Loewe, 1809–1888, Orientalist, Begleiter von Sir Moses Montefiore
- Hiob Ludolf, 1624–1704, Begründer der Äthiopistik, 25 Sprachen
- Mykola Lukasch, 1919–1988, ein ukrainischer Übersetzer, Linguist und Polyglott
- Uku Masing, 1909–1985, estnischer Linguist, Theologe, Ethnologe und Dichter, 65 Sprachen
- Jakob Joseph Matthys, 1802–1866, Schweizer Priester, verfasste seine Lebensbeschreibung in 35 Sprachen
- Muhamed Mešić, 1984, kann 52 Sprachen, 28 davon fließend.
- Giuseppe Mezzofanti, 1774–1849, Kardinal, der 57 Sprachen verstanden haben soll
- Rafael Merry del Val, 1865–1930, Kurienkardinal, beherrschte 63 Fremdsprachen
- Paul Georg von Möllendorff
- Hugh Nibley, 1910–2005, ein US-amerikanischer Autor, mormonischer Apologet und Professor an der Brigham Young University
- Heinrich Noë, 1835–1896, ein deutscher Schriftsteller (Reise-Sachbücher und Romane), angeblich konnte er sich in 18 Sprachen verständigen
- Mario Pei, 1901–1978, Linguist, der etwa 30 Sprachen sprach
- Peter II., 1825–1891, brasilianischer Kaiser, soll 14 Sprachen beherrscht haben
- Freddy Quinn, * 1931, Sänger, 7 Sprachen
- Rasmus Christian Rask, 1787–1832, dänischer Philologe, Mitbegründer der Indogermanistik, 35 Sprachen
- Friedrich Rückert, 1788–1866, hat sich mit 44 Sprachen übersetzend, lehrend oder sprachwissenschaftlich beschäftigt

### S – T
- Georg Sauerwein, 1831–1904, Linguist, Verfechter der Minderheitensprachen im Deutschen Kaiserreich, 50 Sprachen
- Paul Scheffer, 1883–1963, deutscher Journalist
- Emanuel Schiffers, 1850–1904, russischer Schachmeister
- Heinrich Schliemann, 1822–1890, Kaufmann und Archäologe
- Johann Martin Schleyer, 1831–1912, Pfarrer und Erfinder des Volapük
- Johann Andreas Schmeller, 1785–1852, Germanist und bayerischer Sprachforscher, 25 Sprachen
- Nikolaus Schmidt-Küntzel, 1606–1671, deutscher Landwirt. Er wurde der gelehrte Bauer genannt, weil er sich selbst 15 Sprachen beibrachte
- Franz August Schmölders, 1809–1880, Arabist: 22 Fremdsprachen (u. a. Arabisch, Avestisch, Englisch, Französisch, Griechisch, Hebräisch, Latein, Persisch, Sanskrit, Syrisch)
- Boris Sidis 1867–1923, US-amerikanischer Psychologe, Psychiater und Psychopathologe
- William James Sidis, 1898–1944, Wunderkind, 40 Sprachen, lernte eine Sprache an einem einzigen Tag
- Milton Sills, 1882–1930, bedeutender US-amerikanischer Theater- und Stummfilmschauspieler sowie Universitätsprofessor
- Laurynas Algimantas Skūpas, 1937–2005, ein litauischer Romanist, Esperantist und Polyglott
- Therese von Bayern, 1850–1925, Ethnologin, Zoologin, Botanikerin, 12 Sprachen
- August Tholuck, 1799–1877, Theologe, der bereits als 17-Jähriger 19 Sprachen beherrscht haben soll
- Michel Thomas, 1914–2005, Sprachlehrer, entwickelte eine einzigartige Sprachlernmethode
- J. R. R. Tolkien, 1892–1973, britischer Schriftsteller, der eigene Sprachen erfand
- Berç Keresteciyan Türker 1870–1949, polyglotter osmanisch-türkischer Bankier und Politiker armenischer Herkunft

### U – Z
- Karl von Utenhove, 1536–1600, humanistischer Gelehrter und Dichter
- Caterina Valente, 1931–2024, Sängerin, 12 Sprachen
- Johan Vandewalle, 1960, Architekt, Orientalist, Slawist und Linguist, der bereits 1987 31 Sprachen beherrschte
- Fausto Veranzio, 1551–1617, Gelehrter, beherrschte sieben Sprachen fließend und schrieb ein Wörterbuch für Deutsch, Italienisch, Latein, Kroatisch und Ungarisch.
- Otto Weininger, 1880–1903, österreichischer jüdischer Philosoph
- Heinz Friedrich Wendt, 1914–2006, deutscher Sprachwissenschaftler, Wendt beherrschte 16 Sprachen und schuf für Langenscheidt bedeutende Sprachlehrwerke.
- Albert Wesselski, 1871–1939, österreichischer Erzählforscher und Übersetzer
- Norbert Wiener, 1894–1964, amerikanischer Wissenschaftler, 10 Sprachen
- Karol Józef Wojtyła, 1920–2005, Papst, beherrschte 11 Sprachen
- Eugen Wolf, 1850–1912, deutscher Journalist und Forschungsreisender
- Constantin von Wurzbach, 1818–1893, Bibliothekar, Lexikograf und Schriftsteller
- Ludwik Lejzer Zamenhof, 1859–1917, Begründer des Esperanto, wuchs mit mehreren Sprachen auf und lernte noch etliche dazu